# كروم سكال: لايد تو رست 2 (فلم)
كروم سكال: لايد تو رست 2 (بالإنجليزية: ChromeSkull: Laid to Rest 2) فيلم رعب تم انتاجه في الولايات المتحدة وصدر سنة 2011. من بطولة توماس ديكر، براين أوستن غرين، دانييل هاريس ونيك برينسيب، وهو تكملة للجزء الأول.

## القصة
يعود كروم سكال إلى الحياة ويبدأ من جديد القتل.

## وصلات خارجية
- مقالات تستعمل روابط فنية بلا صلة مع ويكي بيانات
- كروم سكال:لايد تو رست 2 على IMDb
- كروم سكال:لايد تو رست 2 على Rotten Tomatos
- كروم سكال:لايد تو رست 2 على ALLmovies